# 庫爾皮納

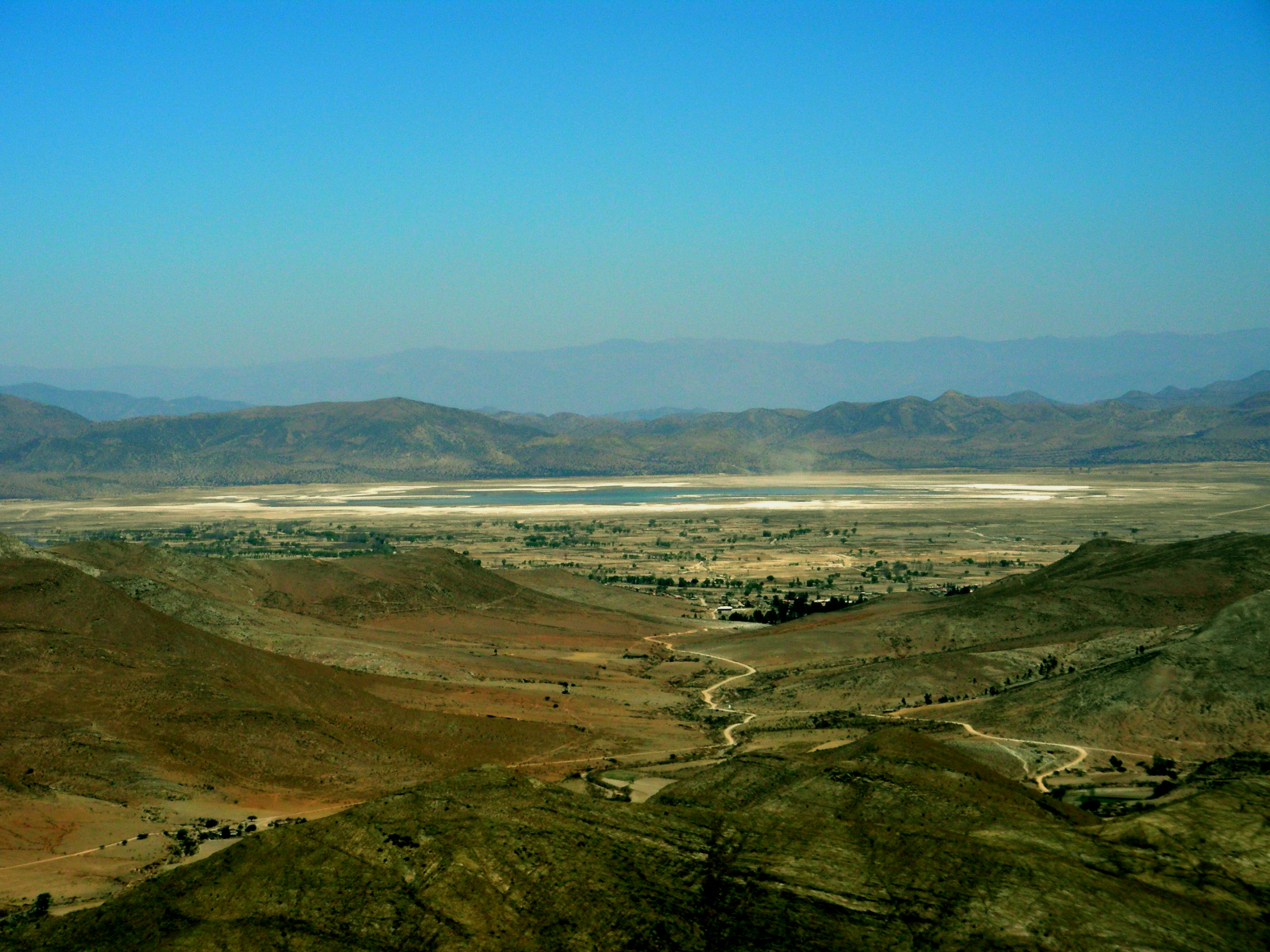

庫爾皮納是玻利維亞的城鎮，位於該國南部，由丘基薩卡省負責管轄，海拔高度1,680米，受半乾旱氣候影響，每年平均降雨量350至550毫米，2012年人口2,877。

## 外部連結
- www.ine.gob.bo Culpina Municipality: population data and map

20°49′35″S 64°56′53″W / 20.8264°S 64.9481°W